# Provincia de Trujillo (Venezuela)
La Provincia de Trujillo fue una división administrativa del Estado de Venezuela y de la Primera República de Venezuela, Segunda República de Venezuela y Tercera República de Venezuela que abarcaba un territorio similar al del actual Estado Trujillo, sin la parroquia La Ceiba, incorporándose en ocasiones a otras entidades como el Departamento del Zulia, la Provincia de Maracaibo y el Estado Soberano del Zulia. 

## Historia
- 1557: Diego García de Paredes funda la ciudad de Trujillo, en nombre de la Provincia de Venezuela.
- 1558: Trujillo es arrasada por los indios en su localización original cerca del actual Escuque, posteriormente García de Paredes vuelve a fundar Trujillo en otro sitio, las repetidas fundaciones, destrucciones y mudanzas de Trujillo le ganan el apodo de “Ciudad Portátil”.
- 1559: Diego García de Paredes al mando de la ciudad de Trujillo otorga asilo a Juan Rodríguez Suárez fundador y gobernador de la Provincia de Mérida, quien era perseguido por las autoridades del Corregimiento de Tunja.
- 1676: Se funda la Provincia de Maracaibo con territorio de las provincias de Mérida y Venezuela, Trujillo está incluido en esos territorios la capital es establecida en la ciudad de Mérida.
- 1677: El Pirata Michel de Grandmont saquea Trujillo, este ataque lleva al Gobernador Jorge de Madureira a cambiar la capital de la provincia a la ciudad de Maracaibo en 1678, para organizar una defensa más efectiva del territorio.
- En 1810 al declararse la Independencia de Venezuela el 19 de abril, la ciudad y el distrito de Trujillo se separa de la Provincia de Maracaibo para crear una nueva provincia. La provincia de Trujillo decide incorporarse a la Independencia de Venezuela, junto a otras siete provincias.
- 1811: La Junta Suprema convoca elecciones para el congreso constituyente y dos diputados trujillanos serían signatarios del Acta de Independencia de Venezuela el 5 de julio de 1811. Al crearse  la Primera República de Venezuela el Trujillano Cristóbal Mendoza se convirtió en el primer Presidente de Venezuela. Trujillo por firmar el acta de independencia es representado por una estrella en la bandera de Venezuela.
- 1812: Con la pérdida de la Primera República de Venezuela, Trujillo vuelve a ser incorporado por los realistas a la Provincia de Maracaibo.
- 1813: Durante la Campaña Admirable, Simón Bolívar libera Trujillo de los realistas, entrando por La Puerta. El 15 de junio de 1813 Bolívar firma en Trujillo el Decreto de Guerra a Muerte, posteriormente el 2 de julio de 1813, José Félix Ribas y Rafael Urdaneta ganan la Batalla de Niquitao que logró la independencia de Trujillo. Con la victoria de la Campaña Admirable, Trujillo se incorpora a la Segunda República de Venezuela.
- 1814: Con la pérdida de la Segunda República de Venezuela, Trujillo vuelve a ser incorporado a la Provincia de Maracaibo.
- 1819: El cruce de los Andes del ejército de Bolívar, libera a Trujillo nuevamente en camino a sorprender a los realistas en la Batalla del Pantano de Vargas y la Batalla de Boyacá. Con la victoria de Boyacá el 7 de agosto, sólo las provincias de Maracaibo y Coro permanecen realistas y Trujillo queda incorporado a la Tercera República de Venezuela.
- 1819: Trujillo es incorporado a la Gran Colombia como parte del Departamento del Zulia.
- 1820: el 26 de noviembre Simón Bolívar y Pablo Morillo firman en Santa Ana de Trujillo el Tratado de Armisticio y Regularización de la Guerra, que dio fin al decreto de Guerra a Muerte.
- 1830: Al separase Venezuela de la Gran Colombia, el Departamento Zulia volvió a llamarse Provincia de Maracaibo. Las provincias de Mérida y Coro se separaron inmediatamente, quedando la provincia integrada solamente por las secciones Zulia y Trujillo.
- 1831: La provincia de Trujillo se separa, quedando la provincia de Maracaibo compuesta solamente por el estado Zulia.
- 1835: Se establece la división de la provincia en: Cantón Escuque, Cantón Trujillo, Cantón Carache y Cantón Boconó.
- 1850: Las parroquias la Ceiba y la Ceibita pasan de la Provincia de Maracaibo a la provincia de Trujillo, dándole una entrada al Lago de Maracaibo y obteniendo el pueblo de agua de La Ceiba y la localidad de Santa Apolonia.
- 1856: Los cantones son divididos en parroquias.
- 1864: La provincia de Trujillo pasa a llamarse Estado Trujillo.
- 1866: El estado Trujillo se une a los estados Zulia, Mérida y Táchira, para formar el Estado Soberano del Zulia bajo la presidencia de Jorge Sutherland, quien hasta entonces había sido presidente del estado Zulia. En 1868 el Estado Soberano del Zulia se declara república independiente de los Estados Unidos de Venezuela, hasta que fueron sometidos en 1869 por las tropas de Venancio Pulgar, Trujillo volvió a su condición de estado de Venezuela y a las fronteras de 1866.

## Territorio

### 1811 - 1819
La Provincia de Trujillo se separó de la Provincia de Maracaibo para firmar la independencia, conformada por la ciudad de Trujillo y otras localidades como Escuque y Boconó, el territorio es muy similar al del actual estado Trujillo, pero sin entrada al Lago de Maracaibo.

### 1819 - 1831
La Provincia de Trujillo forma parte del Departamento del Zulia de la Gran Colombia.

### 1830 - 1831
Al separarse de la Gran Colombia Trujillo forma parte de la provincia de Maracaibo e inmediatamente se separan las provincias de Mérida y Coro.

### 1831 - 1850
Al separarse Trujillo de la Provincia de Maracaibo en 1831, retomó el territorio que tuvo como provincia independiente, sin más modificaciones hasta 1850.

### 1850 - 1864
En 1850 las parroquias La Ceiba y La Ceibita pasan a la provincia de Trujillo, dándole su territorio actual.

## División política

### Durante la Gran Colombia
| Provincia de Trujillo (Capital: Trujillo) | Provincia de Trujillo (Capital: Trujillo)                                                                                                | Provincia de Trujillo (Capital: Trujillo)                                            | Provincia de Trujillo (Capital: Trujillo) | Provincia de Trujillo (Capital: Trujillo)                                                            | Provincia de Trujillo (Capital: Trujillo) |
| ----------------------------------------- | --- | ------------------------------------------------------------------------------------ | ----------------------------------------- | --- | ----------------------------------------- |
| Cantón                                    | Trujillo | Carache                                                                              | Boconó                                    | Escuque                                                                                              |                                           |
| Cabecera                                  | Ciudad de Trujillo | Villa de Carache                                                                     | Villa de Boconó                           | Villa de Escuque                                                                                     |                                           |
| Parroquias (23)                           | Matriz y Chiquinquirá (parroquias urbanas de la ciudad de Trujillo), San Jacinto, Pampanito, San Lázaro, Burrero, Quebrada Honda y Jajó. | Carache, Burbusay, Santa Ana, Monay y Pampán Grande, y la viceparroquia de Siquisay. | Boconó, San Miguel, Tostós y Niquitao.    | Escuque, Valera, Motatán, Mendoza, Betijoque y La Mesa de Esnujaque y la viceparroquia de La Puerta. |                                           |

### Después de la Gran Colombia

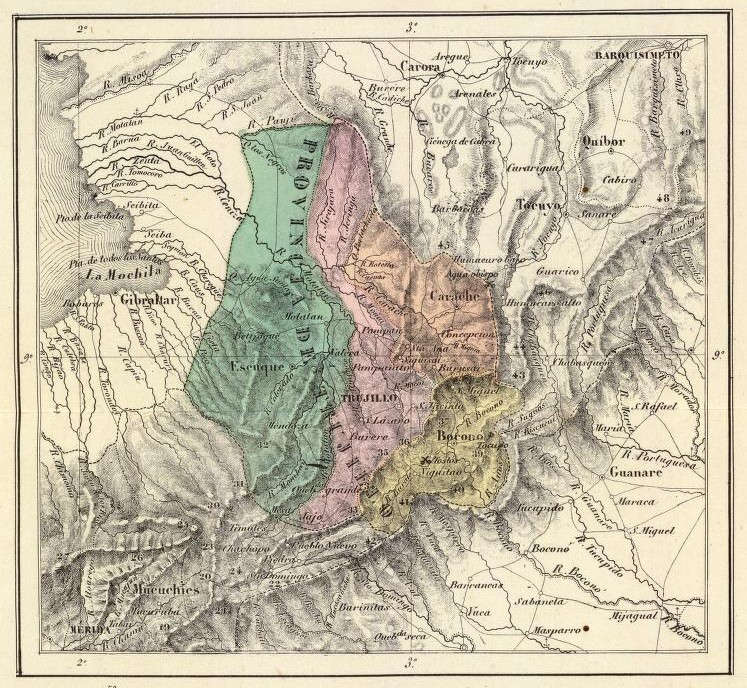
Provincia de Trujillo en 1840.

Las áreas históricas de Maracaibo, Trujillo, Mérida y Táchira, actuaron de manera independiente durante la independencia, en 1830 al separarse Venezuela de la Gran Colombia, la provincia de Mérida (Mérida y Táchira) se separa de la provincia de Maracaibo, la nueva provincia integrada por el Zulia y Trujillo las mantuvo como divisiones.
En 1831 se separa Trujillo y en 1835 se divide en 4 cantones: Escuque, Trujillo, Carache y Boconó.
En 1850 la Ceiba y la Ceibita pasan del Cantón Gibraltar al cantón Escuque de la Provincia de Trujillo.
En 1856 los cantones son divididos en parroquias.
En 1864 se crea el Estado Trujillo.